# Thelypteris oviedoae
Thelypteris oviedoae är en kärrbräkenväxtart som beskrevs av C.Sanchez och Zavaro. Thelypteris oviedoae ingår i släktet Thelypteris och familjen Thelypteridaceae. Inga underarter finns listade.